# Pampas de Socchabamba
Pampas de Socchabamba es un caserío peruano ubicado en el distrito de Ayabaca, perteneciente a la provincia homónima del departamento de Piura, al norte del Perú. 

## Ubicación
Pampas de Socchabamba se ubica al noreste de la provincia de Ayabaca, en el distrito de Ayabaca, en el departamento de Piura.

## Demografía
En 2017 Pampas de Socchabamba tenía una población de 191 habitantes.
| Gráfica de evolución demográfica de Pampas de Socchabamba entre 1993 y 2017             |
|                                                                                         |
| Fuentes: Población 1993 (junto con Socchabamba Centro y Progreso de Socchabamba) y 2017 |